# Ardrésis
L'Ardrésis est un ancien pays du nord de la France, dont le nom est encore utilisé aujourd'hui pour désigner les environs de la ville d'Ardres.

## Géographie
Situé au nord du département du Pas-de-Calais, dans l'ancienne Basse Picardie, l'Ardrésis était borné au nord par le Calaisis, à l'est par le pays de Bredenarde, au sud par l'Artois et à l'ouest par le Boulonnais et le Calaisis. Son territoire comprenait dix-neuf communautés d'habitants :
- Ardres
- Alembon
- Alquines
- Autingues
- Bonningues-lès-Ardres
- Bouquehault
- Bouvelinghem
- Brêmes
- Ferlinghem (sur l'actuelle commune de Brêmes)
- Herbinghen
- Hocquinghen
- Landrethun-lès-Ardres
- Licques
- Louches
- Nielles-lès-Ardres
- Rodelinghem
- Sanghen
- Surques
- Zouafques

## Histoire
L'Ardrésis était sous l'ancien régime un bailliage ou gouvernement, dont Ardres était le siège. Cette circonscription correspondait approximativement à la châtellenie d'Ardres, détachée du comté de Guînes et restée à la France à la suite du traité de Madrid et du traité de Cambrai (1529). Annexé au gouvernement de Calais après la réunion de cette ville à la couronne, l'Ardrésis devint le siège d'une subdélégation.